# Codonopsis gombalana
Codonopsis gombalana är en klockväxtart som beskrevs av Cheng Yih Wu. Codonopsis gombalana ingår i släktet Codonopsis, och familjen klockväxter. Inga underarter finns listade i Catalogue of Life.